# 水澤潤
水澤潤（日语：水沢 潤，1966年7月3日—），日本女性配音員。出身於山口縣。A型血。

## 人物簡介
舊藝名上原慶子（うえはら けいこ）。以前所屬的經紀公司是ARTSVISION。為人熟悉的代表配音作品是任天堂動作冒險遊戲《薩爾達傳說》系列的主角薩爾達／斯克及同名作品系列的主要配角薩莉亞、瑪隆、露多公主、羅瑪妮等。

## 演出作品
※粗體字表示說明飾演的主要角色。

### 電視動畫
- 機器人播音員 MAICO2010（日语：MAICO2010）（電話語音）
- 蠟筆小新（媽媽、電梯小姐、陽子）

### OVA
- 奇兵大冒險 風之塔（碧娜）
- The Hard BOUNTY HUNTER（日语：ザ・ハード）
- 聖Micaela學園漂流記II（英子）
- 兵蜂PARADISE WinBee的1/8恐慌（F1女子）
- 同級生2 Special 卒業（榊原）
- 特功服凶走曲2（瑪姬）
- 熱砂星球2 性之牝犬凱特（艾咪）
- 彌涅耳瓦的劍士（日语：ミネルバの剣士）（伊娃、女官）
- 未來超獸FOBIA（播報員、早乙女麻衣子）

### 廣播劇CD
- 美少女纏組（日语：ファイアーウーマン纏組）（女學生A）
- Prism Court（日语：プリズムコート）（高村香純）
- 人形公主2（日语：マール王国の人形姫#リトルプリンセス マール王国の人形姫2）（喵子）

### 遊戲
1993年
- 電腦天使（日语：電脳天使）（岡田馨子）

1994年
- 初戀物語（岡田馨子）

1995年
- 海雫（太陽女神阿波羅）

1996年
- 日和（瑪莉亞）
- （烏拉拉）
- 女神異聞錄 Persona（園村麻希）

1997年
- （女學生A）
- 同級生2（野野村美里）[注 1]

1998年
- 薩爾達傳說 時之笛（薩爾達／希克、薩莉亞、瑪隆、露多公主）
- Prism Court（日语：プリズムコート）（高村香純）

2000年
- 薩爾達傳說 穆修拉的假面（薩爾達、羅瑪妮）

2001年
- 任天堂明星大亂鬥DX（薩爾達／希克）

2006年
- 薩爾達傳說 黃昏公主（薩爾達）

2008年
- 任天堂明星大亂鬥X（薩爾達／希克）

2011年
- 薩爾達傳說 時之笛3D（薩爾達／斯克、薩莉亞、瑪隆、露多公主）

2014年
- 任天堂明星大亂鬥3DS／Wii U（薩爾達／希克）

2015年
- 薩爾達傳說 穆修拉的假面3D（薩爾達、羅瑪妮）

## 腳註